# تپه صحرای ۱
تپه صحرای ۱ در شهرستان کوهدشت، بخش طرهان، ۵۰۰ متری جنوب شهر گراب واقع شده و این اثر در تاریخ ۲۲ اسفند ۱۳۸۵ با شمارهٔ ثبت ۱۸۲۱۰ به‌عنوان یکی از آثار ملی ایران به ثبت رسیده است.